# Troyes AC
Troyes AC er en fransk fodboldklub fra Troyes. Klubben spiller i blå og hvide trøjer.
Klubben spiller i den franske andendivision, Ligue 2. 

## Danske spillere
- Jesper Mikkelsen
- Andreas Bruus